# Vânători (okręg Gałacz)
Vânători – wieś w Rumunii, w okręgu Gałacz, w gminie Vânători. W 2011 roku liczyła 2271 mieszkańców.